# Mervyn Peake
Mervyn Laurence Peake (9. juli 1911 – 17. november 1968) var en engelsk modernistisk forfatter, digter og illustrator. Han er bedst kendt for Gormenghast-trilogien, der følger Titus Groans liv. Mervyn Peakes bøger sammenlignes undertiden med J.R.R. Tolkiens, men hans surreelle fiktion er påvirket af Charles Dickens og Robert Louis Stevenson i modsætning til Tolkiens studier af mytologi og filosofi.
Peakes barnebarn er den britiske musiker og singer-songwriter Jack Peñate.